# دائرة أقا
دائرة أقا هي إحدى دوائر إقليم طاطا، التابع لجهة سوس ماسة، المملكة المغربية. تضم الدائرة 4 جماعات قروية، وبلغ عدد سكانها 19236 فرداً سنة 2004 حسب الإحصاء الرسمي للسكان والسكنى. يتبع للدائرة 13 مشيخة و28 دوار.

## التقسيمات الإداريّة
تعتبر دائرة أقا إحدى الدوائر المشكّلة لإقليم طاطا، وهو التقسيم الإداري من المستوى الرابع المعتمد في المغرب. ينقسم إقليم طاطا إلى 16 جماعات قروية تختلف من حيث السكان والمساحة، والتي بدورها تنقسم إلى مشيخات تضم عدداً من الدواوير.